# Хоцянівський Олександр Йосипович
Олександр Йосипович Хоцянівський (нар. 20 липня 1990) — український борець вільного стилю, бронзовий призер чемпіонату світу та Європи.

## Спортивні результати на міжнародних змаганнях

### Виступи на Олімпіадах
| Змагання                    | Збірна  | Вагова категорія           | Місце |
| --------------------------- | ------- | -------------------------- | ----- |
| Літні Олімпійські ігри 2012 | Україна | вільна боротьба, до 120 кг | 14    |
| Літні Олімпійські ігри 2020 | Україна | вільна боротьба, до 125 кг | 15    |
| Літні Олімпійські ігри 2024 | Україна | вільна боротьба, до 125 кг | 16    |

### Виступи на Чемпіонатах світу
| Змагання                        | Збірна  | Вагова категорія           | Місце  |
| ------------------------------- | ------- | -------------------------- | ------ |
| Чемпіонат світу з боротьби 2014 | Україна | вільна боротьба, до 125 кг | 5      |
| Чемпіонат світу з боротьби 2018 | Україна | вільна боротьба, до 125 кг | 20     |
| Чемпіонат світу з боротьби 2019 | Україна | вільна боротьба, до 125 кг | Бронза |
| Чемпіонат світу з боротьби 2022 | Україна | вільна боротьба, до 125 кг | 8      |

### Виступи на Чемпіонатах Європи
| Змагання                         | Збірна  | Вагова категорія           | Місце  |
| -------------------------------- | ------- | -------------------------- | ------ |
| Чемпіонат Європи з боротьби 2011 | Україна | вільна боротьба, до 120 кг | 12     |
| Чемпіонат Європи з боротьби 2012 | Україна | вільна боротьба, до 120 кг | 14     |
| Чемпіонат Європи з боротьби 2014 | Україна | вільна боротьба, до 125 кг | Бронза |
| Чемпіонат Європи з боротьби 2019 | Україна | вільна боротьба, до 125 кг | Бронза |
| Чемпіонат Європи з боротьби 2020 | Україна | вільна боротьба, до 125 кг | 5      |
| Чемпіонат Європи з боротьби 2021 | Україна | вільна боротьба, до 125 кг | Бронза |
| Чемпіонат Європи з боротьби 2023 | Україна | вільна боротьба, до 125 кг | 8      |

### Виступи на Європейських іграх
| Змагання              | Збірна  | Вагова категорія           | Місце  |
| --------------------- | ------- | -------------------------- | ------ |
| Європейські ігри 2015 | Україна | вільна боротьба, до 125 кг | 9      |
| Європейські ігри 2019 | Україна | вільна боротьба, до 125 кг | Бронза |

### Виступи на Кубках світу
| Змагання                    | Збірна  | Вагова категорія | Місце  |
| --------------------------- | ------- | ---------------- | ------ |
| Кубок світу з боротьби 2022 | Україна | команда          | Бронза |

### Виступи на інших змаганнях
| Змагання                                                        | Збірна  | Вагова категорія           | Місце  |
| --------------------------------------------------------------- | ------- | -------------------------- | ------ |
| Київський Міжнародний турнір з боротьби 2011                    | Україна | вільна боротьба, до 120 кг | Бронза |
| Київський Міжнародний турнір з боротьби 2012                    | Україна | вільна боротьба, до 120 кг | Бронза |
| Олімпійський кваліфікаційний турнір з боротьби 2012 (Софія)     | Україна | вільна боротьба, до 120 кг | 5      |
| Олімпійський кваліфікаційний турнір з боротьби 2012 (Гельсінкі) | Україна | вільна боротьба, до 120 кг | Золото |
| Гран-прі Німеччини 2012                                         | Україна | вільна боротьба, до 120 кг | Бронза |
| Чемпіонат світу з боротьби серед студентів 2013                 | Україна | вільна боротьба, до 120 кг | Бронза |
| Кубок Рамзана Кадирова 2013                                     | Україна | вільна боротьба, до 120 кг | 5      |
| Гран-прі Івана Яригіна 2013                                     | Україна | вільна боротьба, до 120 кг | Бронза |
| Київський Міжнародний турнір з боротьби 2013                    | Україна | вільна боротьба, до 120 кг | Срібло |
| Турнір Чорного моря 2013                                        | Україна | вільна боротьба, до 120 кг | Золото |
| Літня Універсіада 2013                                          | Україна | вільна боротьба, до 120 кг | Срібло |
| Золотий Гран-прі з боротьби 2013                                | Україна | вільна боротьба, до 120 кг | Золото |
| Кубок Тахті 2014                                                | Україна | вільна боротьба, до 125 кг | 7      |
| Турнір Олександра Медведя 2014                                  | Україна | вільна боротьба, до 125 кг | Золото |
| Турнір Алі Алієва 2014                                          | Україна | вільна боротьба, до 125 кг | Бронза |
| Золотий Гран-прі з боротьби 2014 (Баку)                         | Україна | вільна боротьба, до 125 кг | Золото |
| Кубок Рамзана Кадирова 2014                                     | Україна | вільна боротьба, до 125 кг | Золото |
| Інтерконтинентальний кубок з боротьби 2014                      | Україна | вільна боротьба, до 125 кг | Срібло |
| Вогні Москви 2014                                               | Україна | вільна боротьба, до 125 кг | Бронза |
| Гран-прі Парижа з боротьби 2015                                 | Україна | вільна боротьба, до 125 кг | Золото |
| Турнір Алі Алієва 2015                                          | Україна | вільна боротьба, до 125 кг | 5      |
| Кубок Рамзана Кадирова 2015                                     | Україна | вільна боротьба, до 125 кг | Бронза |
| Київський Міжнародний турнір з боротьби 2016                    | Україна | вільна боротьба, до 125 кг | 5      |
| Олімпійський кваліфікаційний турнір з боротьби 2016 (Стамбул)   | Україна | вільна боротьба, до 125 кг | Золото |
| Меморіал Вацлава Циолковського 2016                             | Україна | вільна боротьба, до 125 кг | 5      |
| Турнір Дмитра Коркіна 2016                                      | Україна | вільна боротьба, до 125 кг | Бронза |
| Клубний чемпіонат світу з боротьби 2016                         | Україна | команда                    | 9      |
| Київський Міжнародний турнір з боротьби 2017                    | Україна | вільна боротьба, до 57 кг  | Бронза |
| Турнір Дана Колова — Николи Петрова 2017                        | Україна | вільна боротьба, до 125 кг | 9      |
| Турнір Олександра Медведя 2017                                  | Україна | вільна боротьба, до 125 кг | Золото |
| Турнір Степана Саргісяна 2017                                   | Україна | вільна боротьба, до 125 кг | Бронза |
| Київський Міжнародний турнір з боротьби 2018                    | Україна | вільна боротьба, до 125 кг | Золото |
| Турнір Г. Картозія і В. Балавадзе 2018                          | Україна | вільна боротьба, до 125 кг | Срібло |
| Турнір Яшара Догу 2018                                          | Україна | вільна боротьба, до 125 кг | Золото |
| Турнір Олександра Медведя 2018                                  | Україна | вільна боротьба, до 125 кг | 5      |
| Pro Wrestling League 2019                                       | Україна | команда                    | Золото |
| Турнір Дана Колова — Николи Петрова 2019                        | Україна | вільна боротьба, до 125 кг | Срібло |
| Київський Міжнародний турнір з боротьби 2019                    | Україна | вільна боротьба, до 125 кг | Золото |
| Меморіал Вацлава Циолковського 2019                             | Україна | вільна боротьба, до 125 кг | 7      |
| Турнір Маттео Пелліцоне 2020                                    | Україна | вільна боротьба, до 125 кг | 10     |
| Кубок світу з боротьби 2020                                     | Україна | вільна боротьба, до 125 кг | 5      |
| Київський Міжнародний турнір з боротьби 2021                    | Україна | вільна боротьба, до 125 кг | Срібло |
| Турнір Маттео Пелліцоне 2022                                    | Україна | вільна боротьба, до 125 кг | Бронза |

## Державні нагороди
- Медаль «За працю і звитягу» (15 липня 2019) —За досягнення високих спортивних результатів ІІ Європейських іграх у м. Мінську (Республіка Білорусь), виявлені самовідданість та волю до перемоги, піднесення міжнародного авторитету України[2]